# Bashantic
Bashantic es una localidad del municipio de Larráinzar ubicado en la región de Los Altos del estado mexicano de Chiapas.

## Geografía
La localidad de Bashantic se sitúa en las coordenadas geográficas 16°55′29″N 92°48′25″O / 16.924722, -92.806944, a una elevación de 1991 metros sobre el nivel del mar.

## Demografía
Según el Censo de Población y Vivienda 2020, efectuado por el Instituto Nacional de Estadística y Geografía, la localidad de Bashantic tiene 350 habitantes, de los cuales 170 son del sexo masculino y 180 del sexo femenino. Su tasa de fecundidad es de 2.68 hijos por mujer y tiene 63 viviendas particulares habitadas.
| Gráfica de evolución demográfica de Bashantic entre 1960 y 2020 |
|                                                                 |
| INEGI.                                                          |